# Ecfàntides
Ecfàntides (Echphantides, Ἐκφαντίδης) fou un poeta còmic atenenc de la vella comèdia que va florir després de Magnes i abans de Cratí d'Atenes i Telèclides, vers el 460 aC (olimpíada 80). Va portar el renom de Καπνίας que li van posar els seus rivals. En les seves obres ridiculitzava la rusticitat de la vella comèdia megàrica, però fou ridiculitzat al seu torn per Cratí, Aristòfanes i altres.
Es conserva únicament la seva obra Σατύροι, un fragment de la qual reprodueix Ateneu. Se li atribueix també Πύραυνος, però no és segur. Una altra comèdia de nom Δώνυσος, podria també ser seva, per comparació. Sembla que en les seves composicions el va ajudar el seu esclau Choerilus (Queril).